# 인공지능 시스템 통합
인공지능 시스템 통합(artificial intelligence systems integration)의 핵심 아이디어는 더 크고 광범위하며 더 뛰어난 능력을 갖춘 AI 시스템을 만들기 위해 음성 합성기와 같은 개별 소프트웨어 구성 요소를 상식 지식 베이스와 같은 다른 구성 요소와 상호 운용 가능하게 만드는 것이다. 통합을 위해 제안된 주요 방법은 메시지 라우팅 또는 소프트웨어 구성 요소가 서로 통신하는 데 사용하는 통신 프로토콜(종종 미들웨어 블랙보드 시스템을 통해)이다.
대부분의 인공지능 시스템에는 음성 합성 기술과 음성 인식 기술의 통합과 같은 일종의 통합 기술이 포함된다. 그러나 최근에는 시스템 통합이 그 자체의 분야로서 중요성에 대한 논의가 늘어나고 있다. 이 접근 방식의 지지자는 마빈 민스키, 아론 슬로먼, 데브 로이, 크리스틴 R. 토리슨, 마이클 A. 아르비브와 같은 연구자이다. 최근 A.I가 주목받는 이유 통합의 매력은 이미 (상대적으로) 간단한 A.I가 많이 만들어졌다는 점이다. 특정 문제 영역(예: 컴퓨터 비전, 음성 합성 등)을 위한 시스템을 개발하고 이미 사용 가능한 것을 통합하는 것이 더 광범위한 AI에 대한 보다 논리적인 접근 방식이다. 처음부터 모놀리식 시스템을 구축하는 것보다.

## 예시
- ASIMO
- Cog
- AIBO
- TOPIO

## 같이 보기
- 휴머노이드 로봇
- 인지적 구조